# Протасов яр

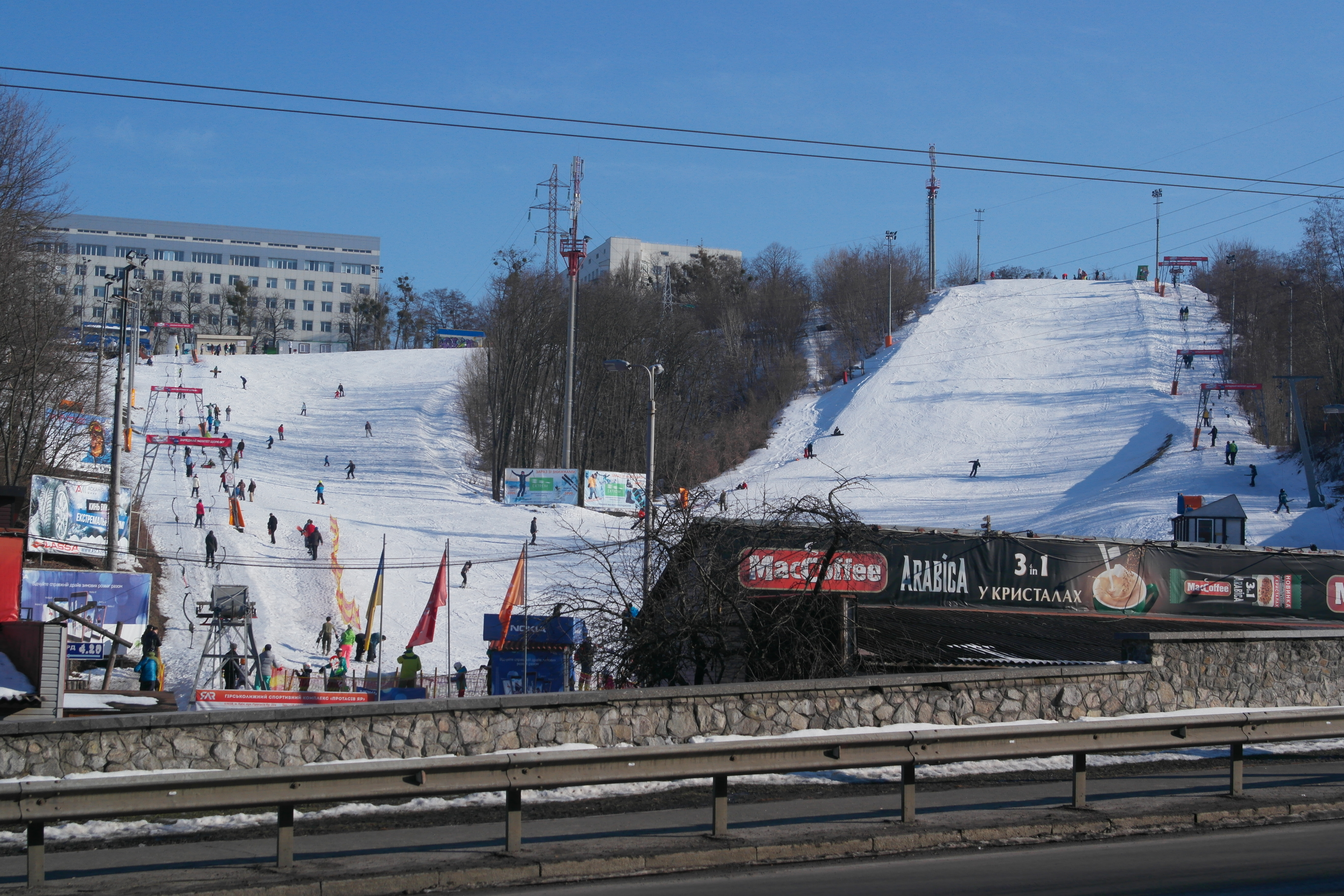
Горнолыжный комплекс «Протасов Яр»

Прота́сов яр (укр. Протасів яр) — историческая местность, расположенная в Соломенском и частично в Голосеевском районе города Киева. Простирается на восточном склоне Батыевой горы вдоль одноимённых улицы и спуска (спуск в 2003 году получил имя Николая Амосова), которые в советские времена назывались улица и спуск Степана Разина. По улице движение транспорта было одностороннее вверх, а по спуску — одностороннее вниз. За улицей Протасов яр также закрепилось народное название Военно-Грузинская дорога, поскольку проходила через лес и была узким, извилистым, но самым коротким путём из центральной части города (Новое Строение) на Соломенку, однако, практически без общественного транспорта. В нижней своей части Протасов яр впадает в долину реки Лыбедь, где находится одноимённая железнодорожная платформа. Также в устье яра расположены трикотажная фабрика «Роза» и отделения городской железнодорожной таможни. После расширения улицы в начале 2000-х годов по яру был запущен троллейбусный маршрут № 40, и на его правой стороне сооружена горнолыжная трасса «Протасов яр» с подъёмником. После расширения улицы нижняя часть спуска практически не используется — только во время редких заторов, и жителями нескольких частных домов вдоль спуска.
Существуют одноимённая железнодорожная платформа, а также горнолыжный комплекс «Протасов яр», расположенный на Батыевой горе.